# Jochen Beckmann
Jochen Beckmann (* 7. Dezember 1958 in Hamburg) ist ein deutscher Verlagsmanager. Er ist Mitglied der Geschäftsführung der Funke Zeitschriften GmbH, einem Unternehmen der Funke Mediengruppe mit Sitz in Essen, und zeichnet u. a. verantwortlich für den Bereich Programmzeitschriften.

## Leben und Karriere
Nach dem Abitur begann Jochen Beckmann seinen beruflichen Werdegang mit einer Ausbildung zum Verlagskaufmann bei Gruner + Jahr. Anschließend war er mehrere Jahre Kundenberater in der Hamburger Werbeagentur Budget. Von 1985 bis zum Frühjahr 2014 arbeitete er im Axel Springer Verlag, wo er zunächst Assistent der Verlagsleitung Zeitschriften war. Von 1989 bis 1993 hatte er die Position als Verlagsleiter für die Zeitschrift JOURNAL für die Frau inne. Ab 1994 war er dann Verlagsleiter der Programmzeitschriften. Von 2003 an wurde er zum Verlagsgeschäftsführer Programmzeitschriften befördert.
Wechsel vom Axel Springer Verlag zur Funke Mediengruppe
Der Verkauf eines Portfolios von Zeitschriften und Tageszeitungen des Axel Springer Verlags an die Funke Mediengruppe zum 1. Januar 2014 wurde von Jochen Beckmann mit begleitet. Zu den übernommenen Titeln gehörten u. a. auch Hörzu, Bild der Frau sowie die Berliner Morgenpost und das Hamburger Abendblatt. Seit Mai 2014 ist er Manager der Funke Zeitschriften GmbH, seit 2019 Geschäftsführer der Funke Zeitschriften GmbH und seit Juli 2021 ist Jochen Beckmann Mitglied des Management Board der Funke Mediengruppe.
Jochen Beckmann ist darüber hinaus seit Jahren verantwortlich für die Planung und Durchführung der Verleihung des populären Film- und Fernsehpreises Goldene Kamera. Mit dem seit 2017 verliehenen Preis Goldene Kamera Digital Award für die besten Webformate, seit 2018 in Kooperation mit YouTube, hat er die Goldene Kamera auch ins digitale Zeitalter überführt.
Er ist verheiratet und hat zwei erwachsene Töchter.